# موزية (فصيلة)
الموزية (الاسم العلمي: Musaceae) هي فصيلة من النباتات تتبع رتبة الزنجبيليات من طبقة الزنبقاوايات. ومن أشهر ثمارها (الموز). تتواجد هذه الفصيلة في المناطق الاستوائية من أفريقيا وآسيا. تعتبر الفصيلة الموزية من النباتات العشبية ذات الأوراق الكبيرة متداخلة مع الأغمدة القاعدية التي تشكل الساق الكاذبة مما جعل بعضها تضهر بشكل أشجار خشبية.

## أجناس
- الموز
- إنستية